# 4824 Stradonice
4824 Stradonice eller 1986 WL1 är en asteroid i huvudbältet som upptäcktes den 25 november 1986 av den tjeckiske astronomen Antonín Mrkos vid Kleť-observatoriet i Tjeckien. Den är uppkallad efter Stradonice i Tjeckien.
Asteroiden har en diameter på ungefär 4 kilometer.